# Caryslia Rodríguez

Caryslia Beatriz Rodríguez Rodríguez es una abogada y política venezolana quien se desempeña como magistrada del Tribunal Supremo de Justicia de Venezuela. Durante el gobierno de Nicolás Maduro, paralelamente también ocupa el cargo de presidenta de la Sala Electoral en el Tribunal Supremo de Justicia. Es militante del Partido Socialista Unido de Venezuela (PSUV), sirviendo anteriormente como alcaldesa encargada de Caracas, consejera del gobierno y presidenta del Consejo Municipal de Caracas.

## Carrera
Caryslia se graduó como abogada de la Universidad Central de Venezuela. Posee estudios universitarios de cuarto nivel sobre control contencioso administrativo de las conductas del poder público, derecho penal militar, y seguridad y defensa de la nación.[cita requerida] El 2 de junio de 2014 fue designada como consultora jurídica del Instituto Postal Telegráfico de Venezuela (IPOSTEL). Más adelante también fue nombrada como integrante suplente de la Junta de Liquidación del Nivel Metropolitano de Caracas por la Asamblea Nacional Constituyente (ANC) el 8 de enero de 2018.
En las elecciones municipales de 2018 fue electa como concejal por el circuito 3 del municipio Libertador del Distrito Capital. Entre el 1 de febrero y el 26 de agosto de 2021 presidió Concejo Municipal de Libertador, y entre el 26 de agosto y 21 noviembre se desempeñó como alcaldesa encargada del Municipio Libertador de Caracas, después de la renuncia de Erika Farías. Previamente había sido precandidata para alcaldesa en las elecciones primarias del Partido Socialista Unido de Venezuela de 2021.
El 26 de abril de 2022 fue designada por la Asamblea Nacional de mayoría oficialista como magistrada del Tribunal Supremo de Justica y presidenta de la Sala Electoral. Posteriormente el 17 de enero de 2024 es designada como presidenta del Tribunal Supremo de Justicia se desconoce si Rodríguez renunció a su militancia partidista al asumir el cargo.
El 12 de septiembre de 2024, el gobierno de los Estados Unidos dio a conocer la imposición de sanciones ha 16 funcionarios del Estado venezolano entre los que se encontraban Caryslia Rodríguez entre los sancionados, estas medidas se deben a la ratificación por parte de la Presidenta del TSJ de legitimar la cuestionada de la victoria de Nicolás Maduro en las elecciones presidenciales llevadas a cabo el 28 de julio. El 17 de diciembre fue sancionada junto a otros cuatro funcionarios venezolanos por el gobierno de Canadá. Los sancionados son acusados de participar en actividades que socavan la democracia y declararon fraudulentamente a Nicolás Maduro como ganador de las elecciones presidenciales del pasado 28 de julio en Venezuela.

## Educación
Rodríguez asistió a la escuela primaria y secundaria en Maracay .  Se graduó en 1993 de la Universidad Central de Venezuela, donde fue amiga de Cilia Flores, esposa de Maduro.  Obtuvo una maestría en derecho penal militar  y cursaba el doctorado en 2024 en la Universidad de Nueva Esparta .  